# Episodi di The Protector (seconda stagione)
La seconda stagione della serie TV The Protector è stata pubblicata sulla piattaforma streaming Netflix il 26 aprile 2019.
| nº | Titolo originale | Titolo italiano | Pubblicazione Turchia | Pubblicazione Italia |
| -- | ---------------- | --------------- | --------------------- | -------------------- |
| 1  |                  | #Episodio 1     | 26 aprile 2019        | 26 aprile 2019       |
| 2  |                  | #Episodio 2     | 26 aprile 2019        | 26 aprile 2019       |
| 3  |                  | #Episodio 3     | 26 aprile 2019        | 26 aprile 2019       |
| 4  |                  | #Episodio 4     | 26 aprile 2019        | 26 aprile 2019       |
| 5  |                  | #Episodio 5     | 26 aprile 2019        | 26 aprile 2019       |
| 6  |                  | #Episodio 6     | 26 aprile 2019        | 26 aprile 2019       |
| 7  |                  | #Episodio 7     | 26 aprile 2019        | 26 aprile 2019       |
| 8  |                  | #Episodio 8     | 26 aprile 2019        | 26 aprile 2019       |